# Ectropothecium novarae
Ectropothecium novarae là một loài Rêu trong họ Hypnaceae. Loài này được (Reichardt) A. Jaeger mô tả khoa học đầu tiên năm 1880.